# Gareth Coker

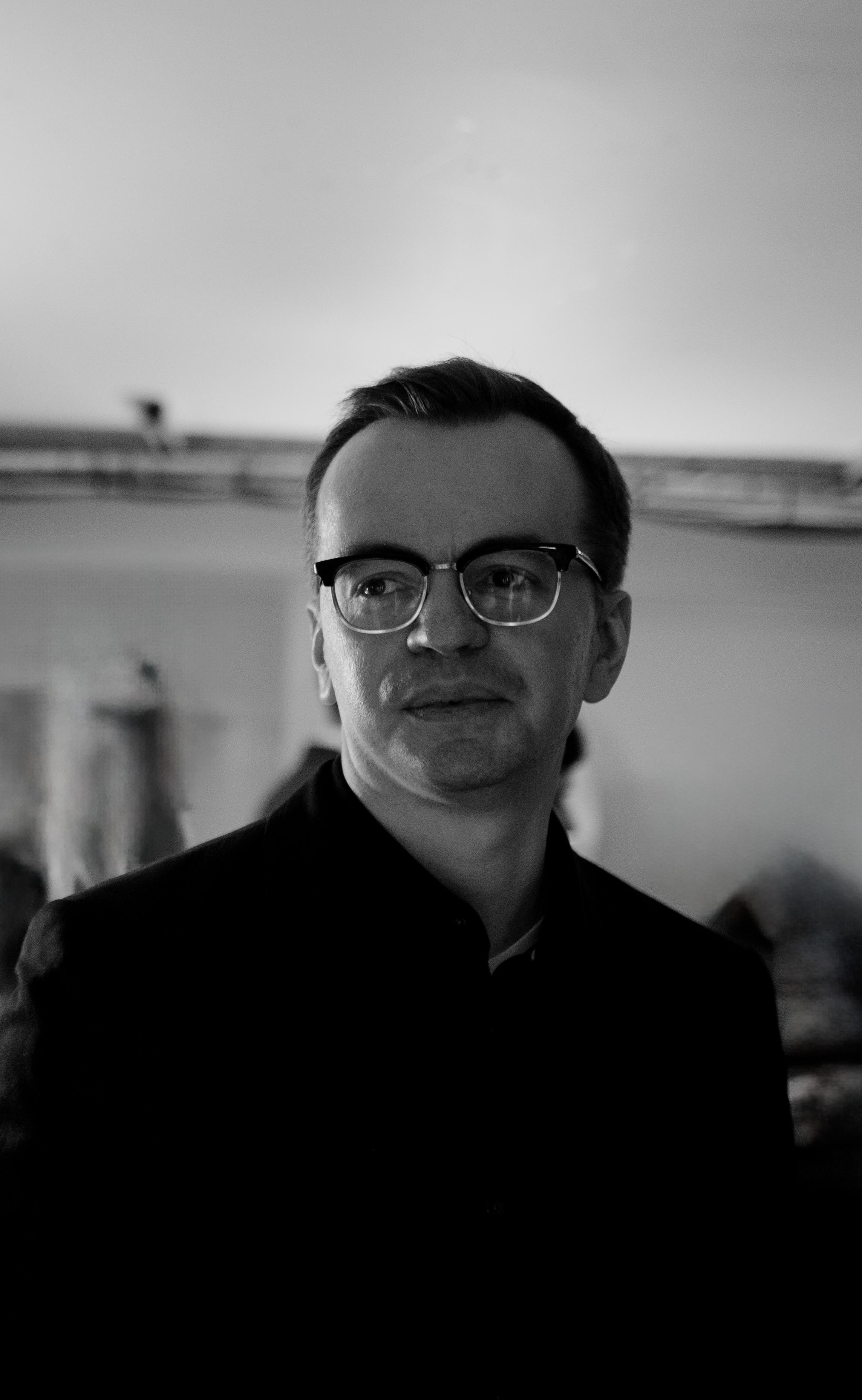
Gareth Coker

Gareth Coker (* 7. Mai 1984) ist ein britischer Komponist.  Er hat Werke für Videospiele wie Ori and the Blind Forest, Ori and the Will of the Wisps, ARK: Survival Evolved und Halo Infinite komponiert.

## Leben und Karriere
Coker erlernte das Klavierspiel schon in jungen Jahren. In der Schule trat er dem Orchester und einer Jazzband bei und studierte später an der Royal Academy of Music im Hauptfach Musikkomposition. Er reiste und lebte drei Jahre lang im Ausland in Japan, wo er Englisch unterrichtete und studierte verschiedene ethnische Instrumente. Später zog er nach Los Angeles, wo er zwischen dem Komponieren für Videospiele und dem Filmmusikprogramm der University of Southern California hin und her jonglierte. Coker nennt Alan Silvestris Filmmusik für Forrest Gump und Star Wars: X-Wing vs. TIE Fighter als Inspirationen, Komponist zu werden.

### Ori and the Blind Forest
Im Jahr 2011 komponierte Coker die Begleitmusik zum Prototyp des Spiels, nachdem Studiodirektor Thomas Mahler auf seine Arbeit gestoßen war. Zum musikalischen Ansatz des Spiels ist zu sagen, dass Coker vom Studio freie Hand gelassen wurde, um mit der Musik zu experimentieren, und dass er das Spiel hauptsächlich auf der Grundlage der visuellen Eindrücke komponierte. Er arbeitete mit der Idee, Instrumente zu verwenden, die die Gegend repräsentieren. So verwendete er beispielsweise hölzerne Perkussionsinstrumente für das Gebiet des Ginso-Baums oder Blasinstrumente in den Ruinen. Er arbeitete auch eng mit den Programmierern des Spiels zusammen, um das Tempo und das Timing der Musik abzustimmen. Coker nahm die Musik in den Ocean Way Nashville Recording Studios mit dem Nashville Studio Orchestra auf.
Der Soundtrack wurde von Kritikern und Fans gelobt, und erhielt Nominierungen für mehrere Branchenpreise, darunter einen BAFTA Game Award for Best Music. Kirk Hamilton von Kotaku schätzte den orchestralen Ansatz der Musik und verglich sie mit den Arbeiten von Joe Hisaishi an den Studio-Ghibli-Filmen. Ben Silverman von Yahoo nannte sie „eine wunderbare Musik“ und erinnerte daran, dass sie mit der Musik von Howl’s Moving Castle vergleichbar sei.

## Auszeichnungen
| Werk                          | Jahr | Auszeichnung                                                                  | Referenz  | Q.     |
| ----------------------------- | ---- | ----------------------------------------------------------------------------- | --------- | ------ |
| Ori and the Blind Forest      | 2015 | D.I.C.E. Award for Outstanding Music Composition                              | Gewonnen  | [ 12 ] |
| Ori and the Blind Forest      | 2015 | Golden Joystick Award for Best Audio                                          | Gewonnen  | [ 13 ] |
| Ori and the Blind Forest      | 2015 | BAFTA Game Award für die beste Musik                                          | Nominiert | [ 14 ] |
| Ori and the Blind Forest      | 2015 | HMMA Award für die beste Originalmusik - Videospiel                           | Nominiert | [ 15 ] |
| Ori and the Blind Forest      | 2016 | SXSW Gaming Award for Excellence in Score                                     | Gewonnen  | [ 16 ] |
| Ori and the Will of the Wisps | 2020 | The Game Award for Best Score and Music                                       | Nominiert | [ 17 ] |
| Ori and the Will of the Wisps | 2021 | The IFMCA Award for Best Original Score for a Video Game or Interactive Media | Nominiert | [ 18 ] |
| Ori and the Will of the Wisps | 2021 | SXSW Gaming Award for Excellence in Score                                     | Gewonnen  | [ 19 ] |
| Ori and the Will of the Wisps | 2021 | BAFTA Game Award for Best Music                                               | Nominiert |        |

## Werke
| Videospiele | Videospiele                                         | Videospiele                 | Videospiele | Videospiele |
| Jahr        | Titel                                               | Entwickler                  | Anmerkungen |             |
| ----------- | --------------------------------------------------- | --------------------------- | --- | ----------- |
| 2011        | inMomentum                                          | Digitaler Pfeil             | |             |
| 2012        | Primal Carnage                                      | Lukewarm Media              | |             |
| 2015        | Ori and the Blind Forest                            | Moon Studios                | |             |
| 2015        | The Mean Greens - Plastic Warfare                   | Code Headquarters           | |             |
| 2016        | The Unspoken                                        | Insomniac Games             | |             |
| 2016        | Minecraft                                           | Mojang                      | DLC: Chinesische Mythologie, Ägyptische Mythologie, Griechische Mythologie, Nordische Mythologie, Battle & Tumble, Pirates of the Caribbean |             |
| 2017        | Ark: Survival Evolved                               | Studio Wildcard             | |             |
| 2019        | Darksiders Genesis                                  | Airship Syndicate           | |             |
| 2020        | Ori and the Will of the Wisps                       | Moon Studios                | |             |
| 2020        | Dota 2                                              | Valve                       | The International 10 music pack |             |
| 2020        | Immortals Fenyx Rising                              | Ubisoft Quebec              | |             |
| 2020        | Rushdown Revolt                                     | Vortex Games                | mit Alessandro Clemente (alias Aless) |             |
| 2021        | Ruinierter König: Eine League of Legends-Geschichte | Airship Syndicate           | |             |
| 2021        | Halo Infinite                                       | 343 Industries              | Mit Curtis Schweitzer und Joel Corelitz |             |
| 2022        | Mario + Rabbids Sparks of Hope                      | Ubisoft Paris Ubisoft Milan | Mit Grant Kirkhope und Yoko Shimomura |             |
| 2022        | Arknights                                           | Hypergryph                  | Dorothy’s Vision, Fire Within the Sand und Mizuki & Caerula Arbor events                                                                    |             |
| TBA         | Ark II                                              | Studio Wildcard             | |             |

| Filme und TV | Filme und TV                                        | Filme und TV | Filme und TV |
| Jahr         | Titel                                               | Anmerkungen  |              |
| ------------ | --------------------------------------------------- | ------------ | ------------ |
| 2009         | Nameless                                            |              |              |
| 2010         | Unwound                                             |              |              |
| 2010         | Ellen                                               |              |              |
| 2010         | You Kill Me                                         |              |              |
| 2010         | What to Bring to America                            |              |              |
| 2010         | The Incident                                        |              |              |
| 2010         | Laugh and Die                                       |              |              |
| 2010         | Homeland                                            |              |              |
| 2010         | George's 40th Birthday                              |              |              |
| 2011         | Buried Alive                                        |              |              |
| 2011         | Dysteria                                            |              |              |
| 2011         | Upon Release                                        |              |              |
| 2011         | Cab 57                                              |              |              |
| 2011         | Waking Up                                           |              |              |
| 2011         | The Silence Inside Us                               |              |              |
| 2011         | I Am Rupert Caldwell                                |              |              |
| 2011         | Good Intentions                                     |              |              |
| 2011         | August's Claim                                      |              |              |
| 2012         | Call to Arms                                        |              |              |
| 2012         | All Up to You                                       |              |              |
| 2012         | Haven's Point                                       |              |              |
| 2012         | Dog-Eared                                           |              |              |
| 2013         | Veritasium                                          | 1 Folge      |              |
| 2013         | Rise                                                |              |              |
| 2013         | Diary of a Teenage Nobody                           | 1 Folge      |              |
| 2013         | The Plagarist's Game                                |              |              |
| 2013         | Billy in Motion                                     |              |              |
| 2013         | Verax                                               |              |              |
| 2013         | United Grand Lodge of Queensland Grand Installation |              |              |
| 2013         | Dark Power                                          |              |              |
| 2013         | Where the Sky Is Born                               |              |              |
| 2014         | Thrilling Contradictions                            |              |              |
| 2014         | Rush                                                |              |              |
| 2015         | Recoil                                              |              |              |
| 2015         | The Sweet Taste of Redemption                       |              |              |
| 2015         | Let Go                                              |              |              |
| 2016         | Emma's Chance                                       |              |              |
| 2016         | Mandroid                                            |              |              |
| 2017         | The Labyrinth                                       |              |              |
| 2017         | Resistance is Life                                  |              |              |
| 2017         | Moving Art                                          | 1 Folge      |              |
| 2018         | Level Up Norge                                      | 3 Folgen     |              |
| 2018         | Buoyancy                                            |              |              |
| 2018         | The Price                                           |              |              |
| 2019         | Full Moon                                           |              |              |
| 2019         | The Teleios Act                                     |              |              |
| 2024         | Ark: The Animated Series                            |              |              |